# 亀山俊樹
亀山 俊樹（かめやま としき、1955年6月7日 - ）は、日本の音響監督、翻訳家。株式会社ビットグルーヴプロモーション取締役、アプトプロ株式会社代表取締役会長。
翻訳など、執筆活動を行う際の名は樹山 かすみ（きやま かすみ）。

## 経歴
国際基督教大学卒業。
広告代理店で働いたのち、番組販売会社に転職した。舞台演出を手掛けたのち、39歳の時オムニバスプロモーションに入社した。亀山は舞台演出の経験があったので、演出という仕事に高いハードルは感じなかったものの、こんなに短期間で作るものとは思っていなかったと振り返っている。
当時のオムニバスは制作業務と演出をこなす必要があったため、千葉繁が音響監督を務めた『クマのプー太郎』（1995年）で制作アシスタントとして参加した。
それから1年後の1996年、『ハーメルンのバイオリン弾き』で音響監督としてのデビューを果たした。
2003年のOVA『 とらいあんぐるハート 〜Sweet Songs Forever〜』で監督の新房昭之と出会ったことは亀山にとって転機となり、その流れで翌年放送されたテレビアニメ『魔法少女リリカルなのは』にも参加した。以来、新房の監督作品の多くで音響監督を務めてきた。
2010年に独立し、音響制作を主とする一般社団法人グルーヴ（のちに株式会社ビットグルーヴプロモーションへと改編）、および芸能プロダクションのアプトプロ株式会社を設立した。
製作委員会方式での出資により、『のんのんびより』シリーズなどの一部作品では企画としてもクレジットされている。
『RED GARDEN』では声優出演も果たしている（ブラザーA役）。

## 人物
- ダーツが得意で、ギョウザが好物。自分で作るほどの燻製好き。
- 『まんがタイムきららキャラット』2007年2月号に掲載された里好の漫画『「ひだまりスケッチ」アフレコレポート』では、白髪で口髭を生やした男性として描かれている。
- 『バカとテストと召喚獣』のwebラジオ番組にゲスト出演したことがあった。

### 仕事に対する考え方
亀山は影響を受けた作品の一つとして、映画『サルバドル/遥かなる日々』を挙げており、ビデオだけでなくシナリオも購入し、どこから音楽が入るか暗唱できるくらいたくさん見たと「アキバ総研」とのインタビューの中で語っている。
のちに師事する斯波重治が音響監督を務めた『ドカベン』も見ており、見ていた当時は弟子入りするとは思っていなかったとも話している。また、斯波からはアフレコの7割はキャスティングで決まるため、自分たちができるのは残りの3割だということを教わり、画面を通して視聴者に伝わるような「力のある」セリフを録りたいという気持ちになったと亀山はインタビューの中で話している。斯波の「音響監督」に対する考え方に倣い、亀山自身初の音響監督作品である『ハーメルンのバイオリン弾き』では「録音演出」とした。
声優兼音響監督の千葉繁もまた亀山に影響を与えた一人である。亀山が音響監督としてデビューする前、千葉が音響監督を務めた作品に立ち会う形で指導を受けていたほか、『ハーメルンのバイオリン弾き』の初回でも一緒にいた。

声優は一つの楽器としての側面があるという考えを持ちつつも、作品ごとに新しいものを作っているという意識のある者が望ましいとしており、「こんな感じで演じれば何とかなる」という感覚で演じるような者はよくないと2017年のインタビューの中で述べている。また、前述の「力のある」セリフに必要なこととしては、自分を見つめることや自らの暗部から逃げないことを挙げている。亀山は2009年の小林ゆうとの対談の中で、演技は芝居の流れであるという考えから、言葉尻を演者に説明すべきではないとし、「こうするためにはどうしたらよいか」ということをアドバイスするようにしていると話している 。また、亀山は基本的に役柄に関する打ち合わせはしないが、作品に意図がある場合は全体の意思統一をするという観点からそのことを伝えるようにしていると説明している
アフレコについては「セリフの活きがいいうちに録り切る」という方針を持っており、これは収録を繰り返すうちにセリフが陳腐化するのを防ぐためであり、テストテイクを多用することもあったという。
アフレコにかかる時間は短く、たとえばベテラン声優の多い『 3月のライオン』は2時間程度で終わるのに対し、新人声優が多く出演する場合は4・5時間かかることもあった。 一方、『艦隊これくしょん -艦これ-』は兼ね役が多かったため、どの程度の音程で演技していたのかを確認するため、演者に自分の声を聞かせたうえでアフレコに移行した。また、アフレコにおいてはAパートをまとめて収録したのち、Bパートをまとめて収録するという方法が一般的だったが、同作ではシーン単位での収録が行われた。
効果音作成に際しては、決まりの音のイメージを効果音の制作者に伝えて発注するケースが多いとしている。悲鳴など、絵コンテ側の対応が必要な場合は音を先行させてシーンをつなげる場合もある。また、視聴者の耳を誘導するためにあえて他の音を消す場合もある。たとえば画面奥で重要な演説が行われている中で、画面手前の聴衆のマントがはためいている場合、後者の音を消し、視覚表現で代用する。ロケーションで録音した音の使用方法はケースバイケースであり、エンジン音のように極めて大きい音はそのまま使える一方、小さな音だと無関係の環境音まで拾ってしまうため、録音した音をイメージとして伝える場合もあった。また、作画上の都合で生音が使えなかった例もあった。たとえば『つうかあ』のカウルをはめる場面の効果音の場合、作画上の手順が現実の手順とは異なっていたため、似たような音で対応した。

## 参加作品
特記のない限り全て音響監督としての活動。

### テレビアニメ
1996年
- ハーメルンのバイオリン弾き

1997年
- VIRUS -VIRUS BUSTER SERGE-
- 深海伝説MEREMANOID
- HARELUYA II BØY

1998年
- サイレントメビウス
- SHADOW SKILL

1999年
- エデンズボゥイ
- パワーストーン
- レレレの天才バカボン

2001年
- 超GALS!寿蘭
- 破邪巨星Gダンガイオー
- 魔法少女猫たると
- 魔法遊戯

2002年
- 円盤皇女ワるきゅーレ
- りぜるまいん

2003年
- BPS バトルプログラマーシラセ
- PEACE MAKER鐵
- 円盤皇女ワるきゅーレ 十二月の夜想曲

2004年
- グレネーダー 〜ほほえみの閃士〜
- 月詠 -MOON PHASE-
- 魔法少女リリカルなのは

2005年
- エレメンタル ジェレイド
- BURN-UP SCRAMBLE
- ぱにぽにだっしゅ!
- 魔法少女リリカルなのはA's

2006年
- 奏光のストレイン
- BLACK BLOOD BROTHERS
- 夜明け前より瑠璃色な 〜Crescent Love〜
- RED GARDEN

2007年
- さよなら絶望先生
- ひだまりスケッチ
- PRISM ARK
- 魔法少女リリカルなのはStrikerS

2008年
- 今日の5の2
- クリスタル ブレイズ
- 絶対やれるギリシャ神話
- 俗・さよなら絶望先生
- BUS GAMER
- ひだまりスケッチ×365

2009年
- 懺・さよなら絶望先生
- まりあ†ほりっく
- リストランテ・パラディーゾ

2010年
- スーパーロボット大戦OG -ジ・インスペクター-
- それでも町は廻っている
- バカとテストと召喚獣
- ひだまりスケッチ×☆☆☆

2011年
- C3 -シーキューブ-
- 電波女と青春男
- DOG DAYS
- バカとテストと召喚獣にっ!
- ひだまりスケッチ×SP
- 変ゼミ
- まりあ†ほりっく あらいぶ

2012年
- ココロコネクト
- 黄昏乙女×アムネジア
- DOG DAYS'
- ハヤテのごとく! CAN'T TAKE MY EYES OFF YOU
- ひだまりスケッチ×ハニカム
- 松本零士「オズマ」

2013年
- 団地ともお
- のんのんびより（企画（音響監督兼任））
- ハヤテのごとく! Cuties
- まおゆう魔王勇者

2014年
- 星刻の竜騎士
- ニセコイ

2015年
- 艦隊これくしょん -艦これ-
- 幸腹グラフィティ
- 城下町のダンデライオン
- 対魔導学園35試験小隊
- ニセコイ:
- のんのんびより りぴーと（企画（音響監督兼任））
- ヤングブラック・ジャック（企画（音響監督兼任））

2016年
- あんハピ♪（企画）
- キズナイーバー
- SERVAMP-サーヴァンプ-
- 3月のライオン
- ステラのまほう
- 田中くんはいつもけだるげ

2017年
- サクラダリセット
- つうかあ
- BanG Dream!
- 政宗くんのリベンジ

2018年
- SSSS.GRIDMAN
- すのはら荘の管理人さん
- ミイラの飼い方
- メジャーセカンド

2019年
- みだらな青ちゃんは勉強ができない
- MIX
- Re:ステージ! ドリームデイズ♪
- BEM
- 旗揚!けものみち

2020年
- 乙女ゲームの破滅フラグしかない悪役令嬢に転生してしまった…
- アサルトリリィ BOUQUET

2021年
- 美少年探偵団
- D_CIDE TRAUMEREI
- 闘神機ジーズフレーム（アフレコ演出）

2022年
- 異世界美少女受肉おじさんと
- Extreme Hearts
- 東京ミュウミュウ にゅ〜♡
- 悪役令嬢なのでラスボスを飼ってみました

2023年
- ツンデレ悪役令嬢リーゼロッテと実況の遠藤くんと解説の小林さん
- もういっぽん!

2024年
- 転生貴族、鑑定スキルで成り上がる
- 新米オッサン冒険者、最強パーティに死ぬほど鍛えられて無敵になる。
- 青のミブロ

2025年
- 悪役令嬢転生おじさん

### 劇場アニメ
1999年
- ウルトラマンM78劇場 Love & Peace

2000年
- エスカフローネ

2002年
- WXIII 機動警察パトレイバー
- エクスドライバー the Movie
- エクスドライバー Nina & Rei Danger Zone

2010年
- 魔法少女リリカルなのは The MOVIE 1st（スペシャルサンクス）

2013年
- アルヴ・レズル -機械仕掛けの妖精たち-

2014年
- 大きい1年生と小さな2年生

2017年
- 魔法少女リリカルなのは Reflection

2018年
- 劇場版 のんのんびより ばけーしょん

### OVA
1999年
- サクラ大戦 轟華絢爛

2000年
- エクスドライバー
- ジオブリーダーズ2 魍魎遊撃隊 File-XX 乱戦突破

2002年
- 殺し屋1 THE ANIMATION EPISODE.0

2003年
- とらいあんぐるハート 〜Sweet Songs Forever〜
- PARASITE DOLLS

2004年
- コゼットの肖像

2005年
- きらめき☆プロジェクト
- 円盤皇女ワるきゅーレ 星霊節の花嫁

2006年
- 円盤皇女ワるきゅーレ 時と夢と銀河の宴

2007年
- AIKa R-16:VIRGIN MISSION
- デッドガールズ

2008年
- 獄・さよなら絶望先生

2009年
- AIKa ZERO

2010年
- 変ゼミ

2011年
- かってに改蔵
- バカとテストと召喚獣 〜祭〜

2012年
- 乙女はお姉さまに恋してる 2人のエルダー THE ANIMATION
- 片翼のクロノスギア

2013年
- キラ☆キラ 5th Anniversary Live Anime KICK START GENERATION
- チョコタン!
- ノ・ゾ・キ・ア・ナ
- ひだまりスケッチ 沙英・ヒロ 卒業編

2014年
- みツわの
- ニセコイ

2016年
- 「英雄」解体

2017年
- ブラッククローバー

2022年
- 怪盗クイーンはサーカスがお好き

### Webアニメ
2010年
- 女子高生信長ちゃん!!
- 声優刑事
- 中間戦士 Mr.中

2011年
- 武装中学生

2018年
- ソードガイ The Animation

### 実写映画
2009年
- ウルフクリーク/猟奇殺人谷
- コンクラーベ 天使と悪魔
- マンディ・レイン 血まみれ金髪女子高生

## 執筆活動
『スノーマン』の翻訳、『あぶない刑事リターンズ』のノベライズなどを手がけている。

### 翻訳作品
- スノーマン
- サンタのクリスマス
- たこのぼうやがついてきた

### 編著作品
- 不思議の島のチルドレン（作：原ひろあき / 竹書房）
- 香港大夜総会タッチ&マギー（原作：一色伸幸 / 日本テレビ出版部）
- あぶない刑事リターンズ アドリブ完全版（原作：柏原寛司、大川俊道 / 日本テレビ出版部）